# Golleville
Golleville est une commune française, située dans le département de la Manche en région Normandie, peuplée de 165 habitants.

## Géographie

### Localisation
La commune est située au centre-sud de la péninsule du Cotentin. Son bourg est à 7 km au nord de Saint-Sauveur-le-Vicomte, à 11 km au sud-est de Bricquebec, à 11 km au sud de Valognes et à 16 km au sud-ouest de Montebourg.
Les communes limitrophes sont Colomby, Biniville, Magneville, Néhou et Sainte-Colombe.

### Hydrographie
La commune est située dans le bassin Seine-Normandie. Elle est drainée par la Douve, le cours d'eau 01 de la commune de Colomby, le cours d'eau 01 de la Poissonnerie, le cours d'eau 01 de Sainte-Colombe, le cours d'eau 02 de la commune de Morville, le cours d'eau 02 de la Poissonnerie, le cours d'eau 05 du Coisel, la Perruque et la rivière de Sainte-Colombe,,.
La Douve, d'une longueur de 79 km, prend sa source dans la commune de Tollevast et se jette dans la baie de Seine à Carentan-les-Marais, après avoir traversé 28 communes.

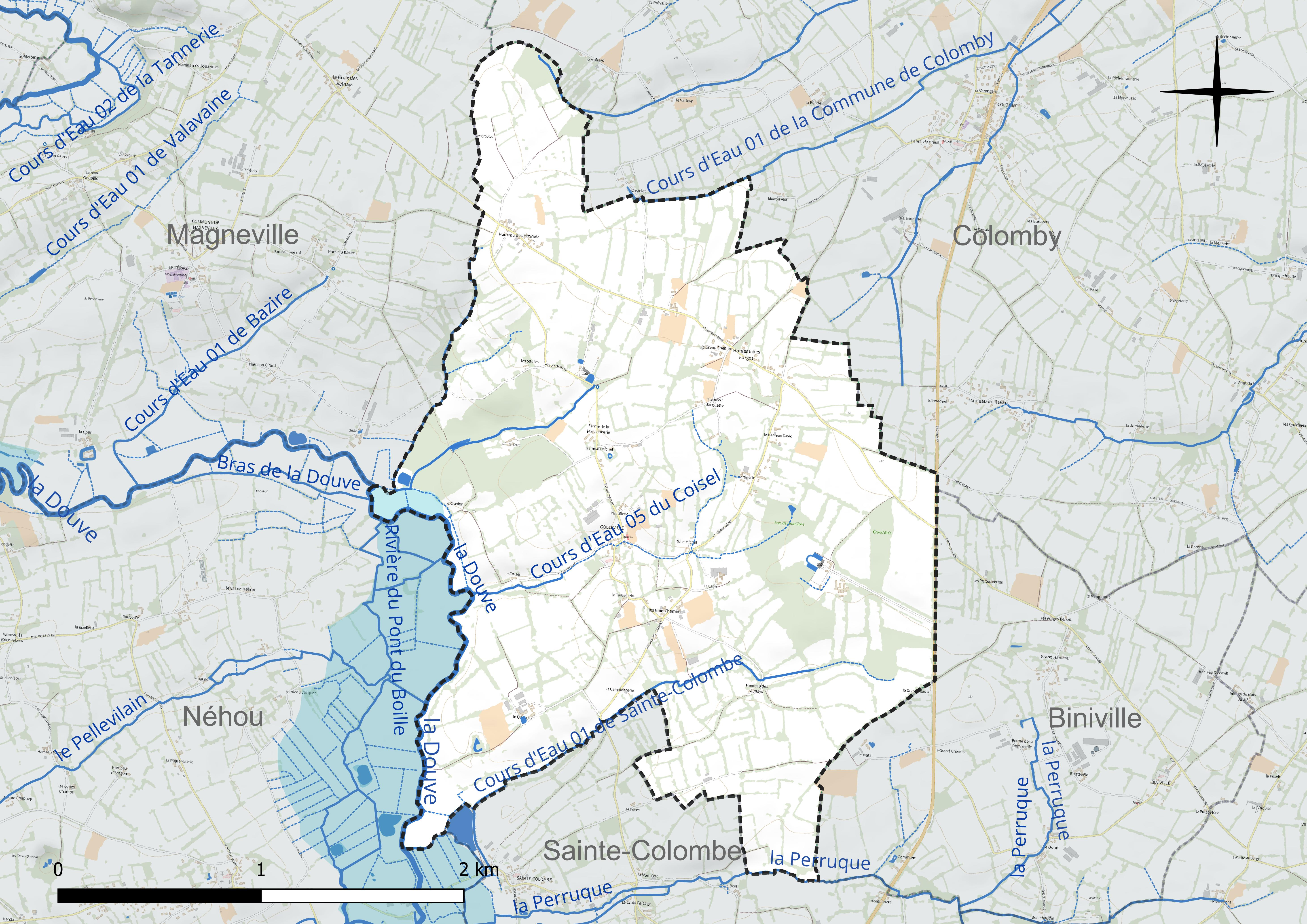
Réseau hydrographique de Golleville.

### Climat
Pour des articles plus généraux, voir Climat de la Normandie et Climat de la Manche.
En 2010, le climat de la commune est de type climat océanique franc, selon une étude du CNRS s'appuyant sur une série de données couvrant la période 1971-2000. En 2020, Météo-France publie une typologie des climats de la France métropolitaine dans laquelle la commune est exposée à un climat océanique et est dans la région climatique  Normandie (Cotentin, Orne), caractérisée par une pluviométrie relativement élevée (850 mm/a) et un été frais (15,5 °C) et venté. Parallèlement le GIEC normand, un groupe régional d’experts sur le climat, différencie quant à lui, dans une étude de 2020, trois grands types de climats pour la région Normandie, nuancés à une échelle plus fine par les facteurs géographiques locaux. La commune est, selon ce zonage, exposée à un « climat maritime », correspondant au Cotentin et à l'ouest du département de la Manche, frais, humide et pluvieux, où les contrastes pluviométrique et thermique sont parfois très prononcés en quelques kilomètres quand le relief est marqué.
Pour la période 1971-2000, la température annuelle moyenne est de 11,1 °C, avec une amplitude thermique annuelle de 11,1 °C. Le cumul annuel moyen de précipitations est de 845 mm, avec 14,2 jours de précipitations en janvier et 6,6 jours en juillet. Pour la période 1991-2020, la température moyenne annuelle observée sur la station météorologique la plus proche, située sur la commune de Gonneville-Le Theil à 22 km à vol d'oiseau, est de 11,0 °C et le cumul annuel moyen de précipitations est de 940,4 mm,. Pour l'avenir, les paramètres climatiques de la commune estimés pour 2050 selon différents scénarios d’émission de gaz à effet de serre sont consultables sur un site dédié publié par Météo-France en novembre 2022.

## Urbanisme

### Typologie
Au 1er janvier 2024, Golleville est catégorisée commune rurale à habitat très dispersé, selon la nouvelle grille communale de densité à sept niveaux définie par l'Insee en 2022.
Elle est située hors unité urbaine et hors attraction des villes,.

### Occupation des sols
L'occupation des sols de la commune, telle qu'elle ressort de la base de données européenne d’occupation biophysique des sols Corine Land Cover (CLC), est marquée par l'importance des territoires agricoles (100 % en 2018), une proportion identique à celle de 1990 (100 %).
La répartition détaillée en 2018 est la suivante : prairies (48,9 %), terres arables (31,2 %), zones agricoles hétérogènes (19,9 %).

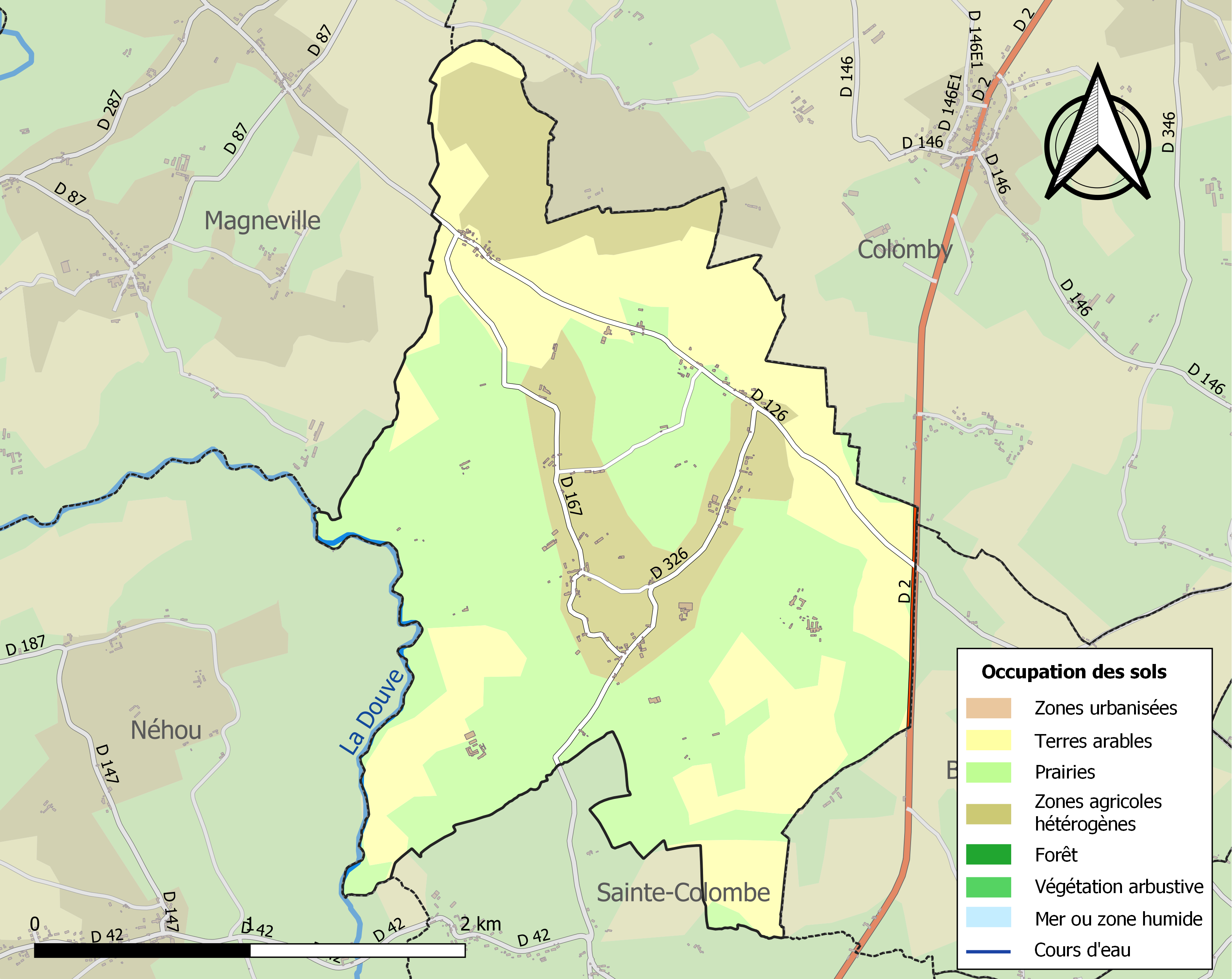
Carte des infrastructures et de l'occupation des sols de la commune en 2018 (CLC).

L'évolution de l’occupation des sols de la commune et de ses infrastructures peut être observée sur les différentes représentations cartographiques du territoire : la carte de Cassini (XVIIIe siècle), la carte d'état-major (1820-1866) et les cartes ou photos aériennes de l'IGN pour la période actuelle (1950 à aujourd'hui).

## Toponymie
Le nom de la localité est attesté sous les formes Golavilla en 1217, Golevilla en 1220, Gollevilla sans date.
Le toponyme Golleville semble issu de l'anthroponyme anglo-scandinave Golle et de l'ancien français ville dans son sens originel « domaine rural ».

## Histoire

### Moyen âge
Au XIIe siècle, la paroisse relevait de l'honneur de Néhou.
Au Moyen Âge, les barons de Saint-Sauveur-le-Vicomte revendiquaient la possession de « toute la rivière d'Ouve, depuis la croix à la Postrerye près de la commune de Golleville, au-dessus de Néhou, jusqu'à Longraque [Longuerac], près des Moytiers (Les Moitiers-en-Bauptois). ».

### Temps modernes
En 1567, Guillaume Le Bas, fils de Jacques Le Bas et de Béatrix d'Anneville, écuyer, époux en secondes noces de noble dame Jeanne de Hennot, fille de Gaultier de Hennot et de Catherine Guiffard, est qualifié de seigneur du Quesne et Golleville.
En 1567, Pierres Carbonnel, écuyer, sieur du Mesnil est taxé pour ce fief de 60 solz dans le rôle du ban et d'arrière-ban de la vicomté de Coutances, effectué par Gilles Dancel lieutenant général du bailli de Cotentin les 20 et 22 octobre. Le fief du Mesnil à Golleville, qui valait un huitième de fief de haubert et relevait du fief d'Olonde, avait une extension à Sainte-Colombe. Dans le même rôle : Jehan Loir, écuyer, sieur du Quesnay, est taxé de 10 livres. Le fief du Quesnay à Golleville, tenu du roi sous la vicomté de Saint-Sauveur-le-Vicomte, valait un sixième de fief de haubert, et, Guillaume Le Bas, écuyer, sieur de Golleville autrement dit du Quesne, est taxé de 40 solz. Le fief du Quesne à Golleville qui valait un quart de fief de haubert était  tenu du roi sous la seigneurie d'Amfreville.

## Politique et administration
| Période                                  | Période   | Identité         | Étiquette | Qualité     |
| ---------------------------------------- | --------- | ---------------- | --------- | ----------- |
| 1938                                     | 1947      | Paul Anquetil    |           |             |
| 1947                                     | 1977      | Charles Lebrun   |           |             |
| 1977                                     | 1987      | Philippe Rostand |           |             |
| 1987                                     | mars 2008 | Francis Loslier  |           |             |
| mars 2008                                | 2020      | Joël Lequertier  | SE        | Agriculteur |
| 2020                                     | En cours  | Hubert Langlois  |           |             |
| Les données manquantes sont à compléter. |           |                  |           |             |

Le conseil municipal est composé de onze membres dont le maire et deux adjoints.

## Population et société
Les habitants de la commune sont appelés les Gollevillais.

### Démographie
L'évolution du nombre d'habitants est connue à travers les recensements de la population effectués dans la commune depuis 1793. Pour les communes de moins de 10 000 habitants, une enquête de recensement portant sur toute la population est réalisée tous les cinq ans, les populations de référence des années intermédiaires étant quant à elles estimées par interpolation ou extrapolation. Pour la commune, le premier recensement exhaustif entrant dans le cadre du nouveau dispositif a été réalisé en 2006.
En 2022, la commune comptait 165 habitants, en évolution de −5,17 % par rapport à 2016 (Manche : −0,31 %, France hors Mayotte : +2,11 %).
Golleville a compté jusqu'à 592 habitants en 1806.
| 1793 | 1800 | 1806 | 1821 | 1831 | 1836 | 1841 | 1846 | 1851 |
| ---- | ---- | ---- | ---- | ---- | ---- | ---- | ---- | ---- |
| 507  | 561  | 592  | 540  | 501  | 464  | 430  | 425  | 410  |

| 1856 | 1861 | 1866 | 1872 | 1876 | 1881 | 1886 | 1891 | 1896 |
| ---- | ---- | ---- | ---- | ---- | ---- | ---- | ---- | ---- |
| 395  | 412  | 388  | 381  | 380  | 359  | 355  | 309  | 296  |

| 1901 | 1906 | 1911 | 1921 | 1926 | 1931 | 1936 | 1946 | 1954 |
| ---- | ---- | ---- | ---- | ---- | ---- | ---- | ---- | ---- |
| 287  | 255  | 263  | 216  | 229  | 239  | 250  | 246  | 243  |

| 1962 | 1968 | 1975 | 1982 | 1990 | 1999 | 2006 | 2011 | 2016 |
| ---- | ---- | ---- | ---- | ---- | ---- | ---- | ---- | ---- |
| 233  | 203  | 192  | 172  | 170  | 168  | 182  | 176  | 174  |

| 2021 | 2022 | - | - | - | - | - | - | - |
| ---- | ---- | - | - | - | - | - | - | - |
| 168  | 165  | - | - | - | - | - | - | - |

## Culture locale et patrimoine

### Lieux et monuments

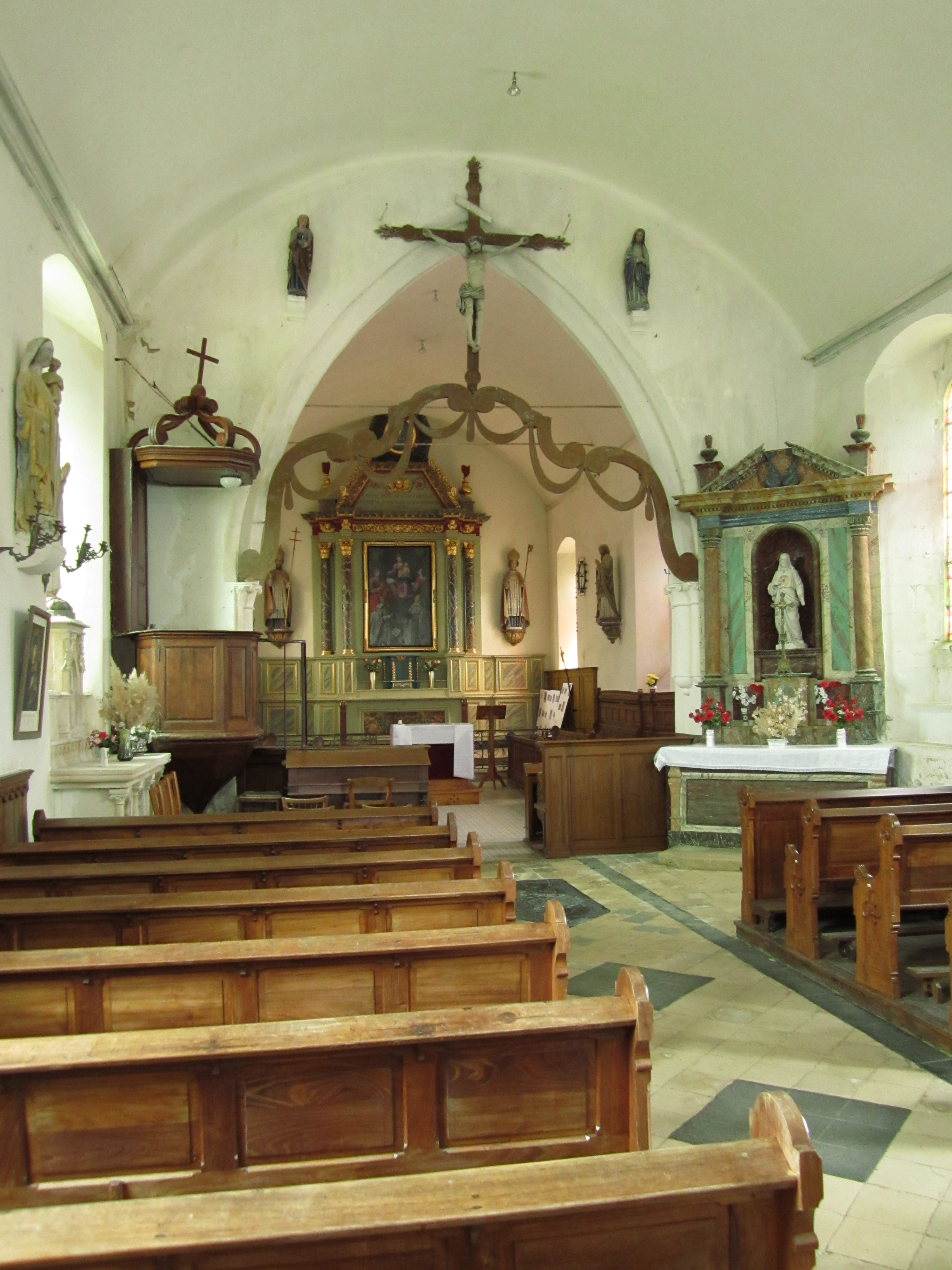
L'église Saint-Martin.

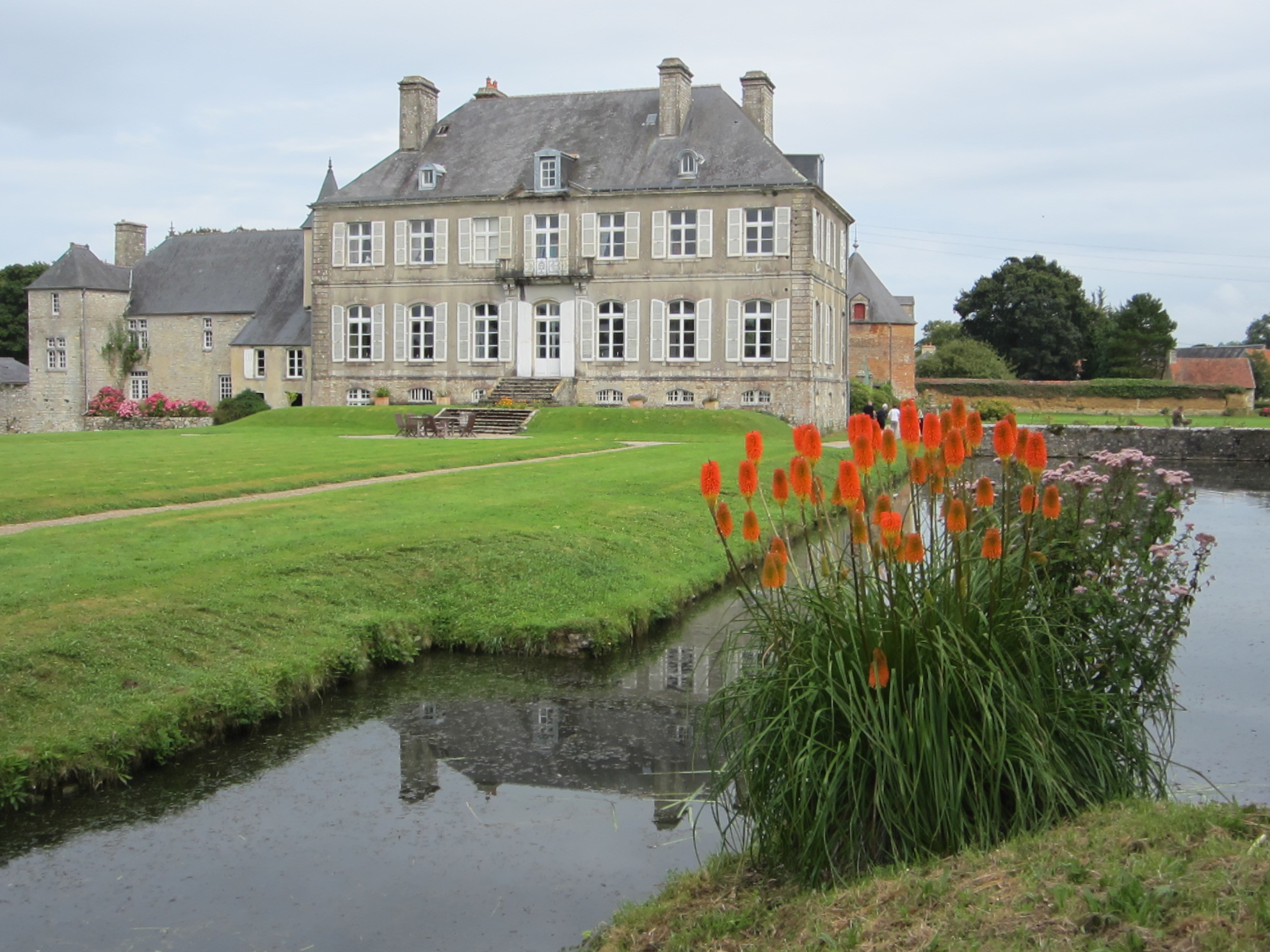
Le château de la Bretonnière.

- Église Saint-Martin des XIIe – XVIIe siècle et tour avec la flèche en pierre. Elle abrite un exemple unique dans la Manche de rouet à sonnette, ainsi que de nombreux éléments classés aux monuments historiques dont des fonts baptismaux du XIIe, un calice et sa patène du XVIIe, un saint Martin partageant son manteau du XVIe, une Vierge à l'Enfant du XVe, un christ en croix et statues de la Vierge et de saint Jean des XVe – XVIe siècles, un maître-autel, un tableau Vierge à l'Enfant et statues saint Martin et saint Généfort du XVIIe[38].

En 1107, Richard du Reviers († 1137) donne l'église à la collégiale de Néhou, que son fils Guillaume de Vernon (1095-1166), réunit à l'abbaye de Montebourg.
- Ancien presbytère.
- Croix de cimetière du XVIIe siècle, oratoire (D 326), croix de Matha du XVIIe siècle.
- Château de la Bretonnière. Le logis central date du XVIIIe siècle. Les communs ont été construits au XVIIe siècle avec comme matériau un appareillage alterné en damier brique et pierre. Le château possède également une chapelle et un pigeonnier adossé à celle-ci, ainsi qu'un potager entouré de muraille et une grande pièce d'eau. L'ensemble est inscrit aux monuments historiques depuis 2010[39].
- Château de Golleville dit château Duquesne et pigeonnier. Il se compose d'un pavillon carré de la fin du XVIe siècle et d'un logis du XVIIIe siècle[40] haut de trois niveaux avec sur sa face arrière une tour d'escalier plus ancienne. On accédait à l'ensemble par une porterie percée dans les communs. L'ensemble voisine avec un étang artificiel.
- Ferme-manoir du Quesnoy des XVIIe – XVIIIe siècles. Le fief qui s'étendait à Sainte-Colombe et Colomby, valait 1/6 de haubert et comprenait un domaine non-fieffé de 325 vergées (65 ha) et fieffé de 645 vergées (129 ha). Son seigneur devait pour la garde de la porte du château de Néhou un homme d'armes armé en temps de paix d'une jacquée, et en temps de guerre, d'une coiffe de fer, d'un arc, six sagettes (flèches) et une lame pendant sept jours[41].

Il est acquis par Jean III Desmaires (v. 1577-1628), et passe de père en fils, à Jean-François Desmaires (v. 1621-1651), puis Gaspard Desmaires (1644-1698). Après le décès de celui-ci, le Quesnoy passe à Jean Hervé Mangon (1668-1763), écuyer, sieur de Nacqueville, des Marests et Urville, fils de Marie Desmaires († av.  1694), sœur de Gaspard, et Bernardin Mangon. Jean Hervé Mangon en fera donation à Guy Gislot, sieur de la Hougue.
Le domaine est ensuite la possession des Lefebvre de Hautpitois et du Quesnoy, puis des Pinel de Golleville, à la suite de son acquisition par Jean-Charles-Adrien Pinel, le 16 novembre 1781, de François Lefebvre, marquis du Quesnoy. Il le revendra devant Langlois, notaire à Valognes, le 26 mai 1791, à Charles-Louis-Hector d'Harcourt, et dont le fils cadet, Claude-Emmanuel d'Harcourt (1774-1840), le cèdera, le 13 juillet 1836, à M. de Dreux-Brézé.
- Ferme-manoir de la Poissonnerie avec tour d'angle du XVIe siècle.
- Ferme-manoir du Parc des XVIe – XVIIIe siècles.
- Ferme-manoir des Saules des XVIe – XXe siècles.
- Ferme-manoir du Gravier du XVIe siècle.

### Personnalités liées à la commune
- Bernard-René Jourdan de Launay (1740-1789), seigneur de la Bretonnière, fut gouverneur de la Bastille quand celle-ci fut assaillie le 14 juillet 1789, et à ce titre l'une des premières victimes de la Révolution française.
- Louis de La Couldre de La Bretonnière (1741-1809), concepteur de la rade de Cherbourg, fut l'un des propriétaires du château de la Bretonnière, qu'il acquit au début du XIXe siècle.